# Indigofera confusa
Indigofera confusa är en ärtväxtart som beskrevs av David Prain och Baker f. Indigofera confusa ingår i släktet indigosläktet, och familjen ärtväxter. Inga underarter finns listade i Catalogue of Life.